# Valentine Bialas

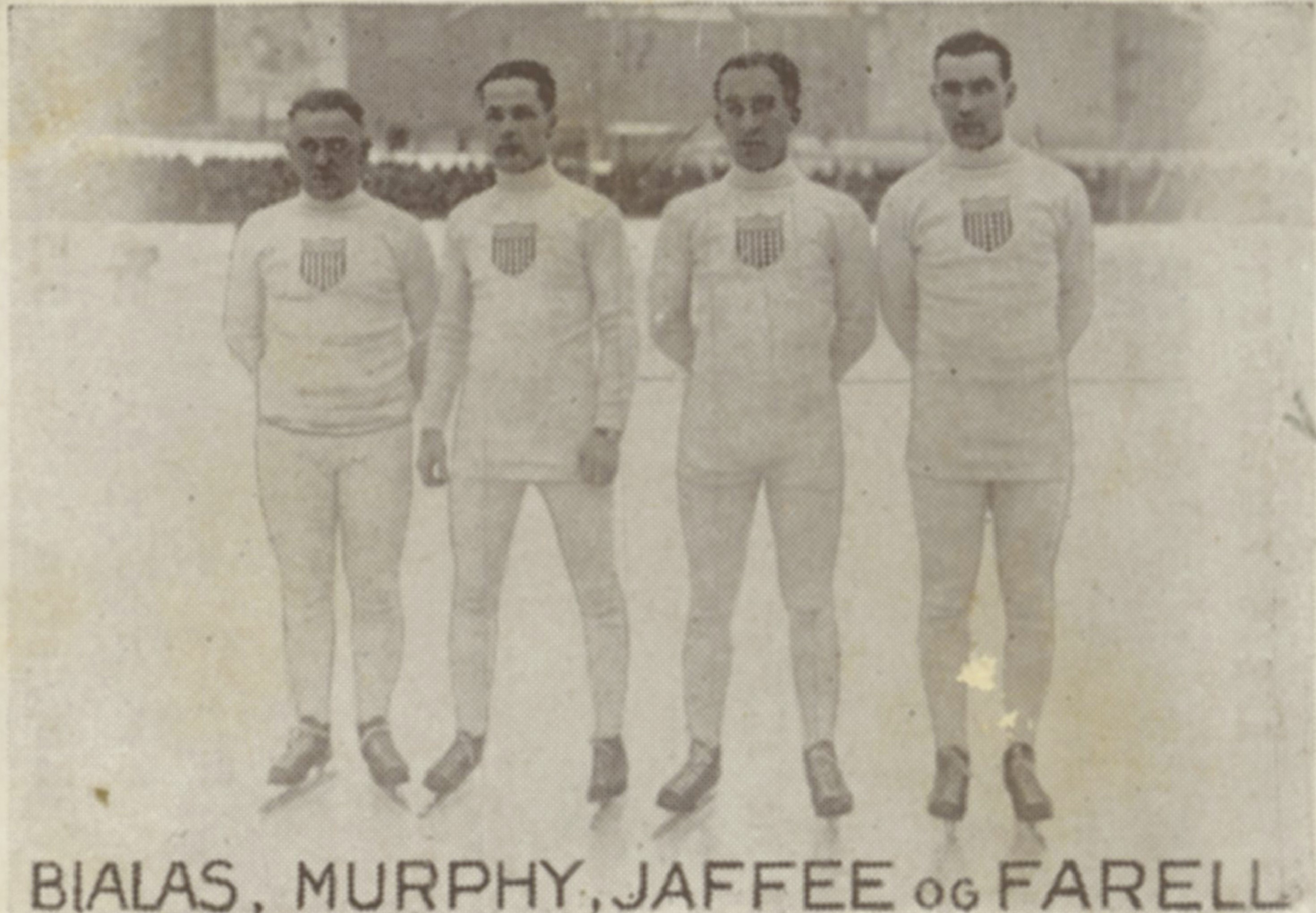
Valentine Bialas, Eddie Murphy, Irving Jaffee und John Farrell (um 1930)

Valentine Bialas (* 10. Januar 1903 in Boston; † 9. März 1965 in Utica) war ein US-amerikanischer Eisschnellläufer.
Bialas wurde bei den Olympischen Winterspielen 1924 in Chamonix Achter über 10.000 m sowie Sechster über 5000 m und kam bei den Olympischen Winterspielen 1928 in St. Moritz auf den 17. Platz über 500 m und jeweils auf den sechsten Rang über 1500 m und 5000 m. Im Winter 1931/32 errang er bei der Mehrkampf-Weltmeisterschaft in Lake Placid den 7. Platz und bei den Olympischen Winterspielen 1932 in Lake Placid den 5. Platz über 10.000 m. Im folgenden Jahr belegte er bei der Mehrkampf-Weltmeisterschaft in Oslo den 13. Platz. Im Jahr 1936 wurde er in seinem Auto von einem Zug angefahren und verlor dadurch ein Bein. Danach fuhr er mit Prothese in seiner Freizeit weiterhin Schlittschuh und nahm an städtischen Tennisturnieren teil. Im Jahr 1963 wurde er in die US Speed Skating Hall of Fame aufgenommen.

## Persönliche Bestleistungen
| Disziplin | Zeit        | Datum            | Ort   |
| --------- | ----------- | ---------------- | ----- |
| 500 m     | 46,4 s      | 4. Februar 1933  | Hamar |
| 1500 m    | 2:24,5 min  | 1933             |       |
| 5000 m    | 8:48,7 min  | 1933             |       |
| 10.000 m  | 18:17,1 min | 11. Februar 1933 | Oslo  |